# Узбеки в Кыргызстане
Узбеки в Кыргызстане (кирг. Кыргызстандагы өзбектер, узб. Qirgʻizistondagi oʻzbeklar / Қирғизистондаги ўзбеклар) — крупнейшее национальное меньшинство Кыргызстана. По данным переписи 2009 года в стране насчитывалось 768 тыс. узбеков, что составляло 14,3 % от общей численности населения. Узбеки, также как и преобладающие в республике киргизы, преимущественно исповедуют ислам и являются тюркоязычным народом, используя при этом ферганский диалект узбекского языка.

## История
Со 2-й половины VI века н. э., со времени вхождения Центральной Азии в состав Тюркского каганата, этногенез узбеков ускорился. В последующие века основным этнокультурным процессом, который протекал на территории Среднеазиатского междуречья, было сближение и частичное слияние оседлого, ираноязычного и тюркоязычного, с кочевым, главным образом тюркоязычным, населением. В VII—VIII веках источники фиксируют названия ряда тюркоязычных племён на территории Ферганской долины: тюрки, карлуки, тюргеши. Карлуки были одним из древних тюркоязычных племён, которые в VI—VII веках упоминаются в среднеазиатских оазисах. В 766—840 годах карлуки создали каганат. Тюрки оазисов Центральной Азии выпускали свои монеты: тюргешей, тухусов Тюркские правители Ферганы выпускали монет следующих типов: с надписью «тутук Алпу хакан» или «Тутмыш Алпу-хакан»; с надписью «хакан». На территории Ферганской долины обнаружено более 20 рунических надписей на древнетюркском языке, что говорит о наличии у местного тюркского населения в VII—VIII веках своей письменной традиции..
В составе Киргизской ССР районы компактного проживания узбекоязычного населения оказались после размежевания Центральной Азии. Тем не менее, узбеки Кыргызстана в значительной мере сохранили свои обычаи и традиции в местах компактного проживания, заняв особые экономические ниши. Узбеки (как городские, так и сельские) сохранили высокий естественный прирост и не были склонны к выезду за пределы Кыргызстана даже в условиях распада СССР и увеличения населения, что неизбежно вело к росту конфликтного потенциала между этническими группами, учитывая явное перенаселение Ферганской долины. Периодически нарастая конфликтный потенциал дважды приводил к беспорядкам в городе Ош в 1990 году (Ошские события 1990 года) и в 2010 году.
В 1989—1999 годах миграционный отток узбекского населения (в основном в Узбекистан) составил 27 340 человек. Однако он покрывался за счёт высокого естественного прироста узбекского населения. В 2000-е годы узбеки из Кыргызстана переселялись уже в основном в Россию.

## Демография

### Динамика численности
Узбеки отличаются высокой рождаемостью (25,5 человек на 1 тыс. жителей в 2007 году) и высоким темпом роста численности населения (в 2007 году естественный прирост у узбеков Кыргызстана составил 19,4 человека на 1 тыс. жителей). Численность узбеков растет не только в абсолютных, но и в относительных числах вследствие прироста выше среднего по стране. Если в конце 1950-х годов узбеки составляли только 10 % населения республики (218 тыс.), то на 1 января 2022 года численность узбеков составила 15 % граждан Кыргызстана, что в абсолютном исчислении составляет 999 300 человек.  

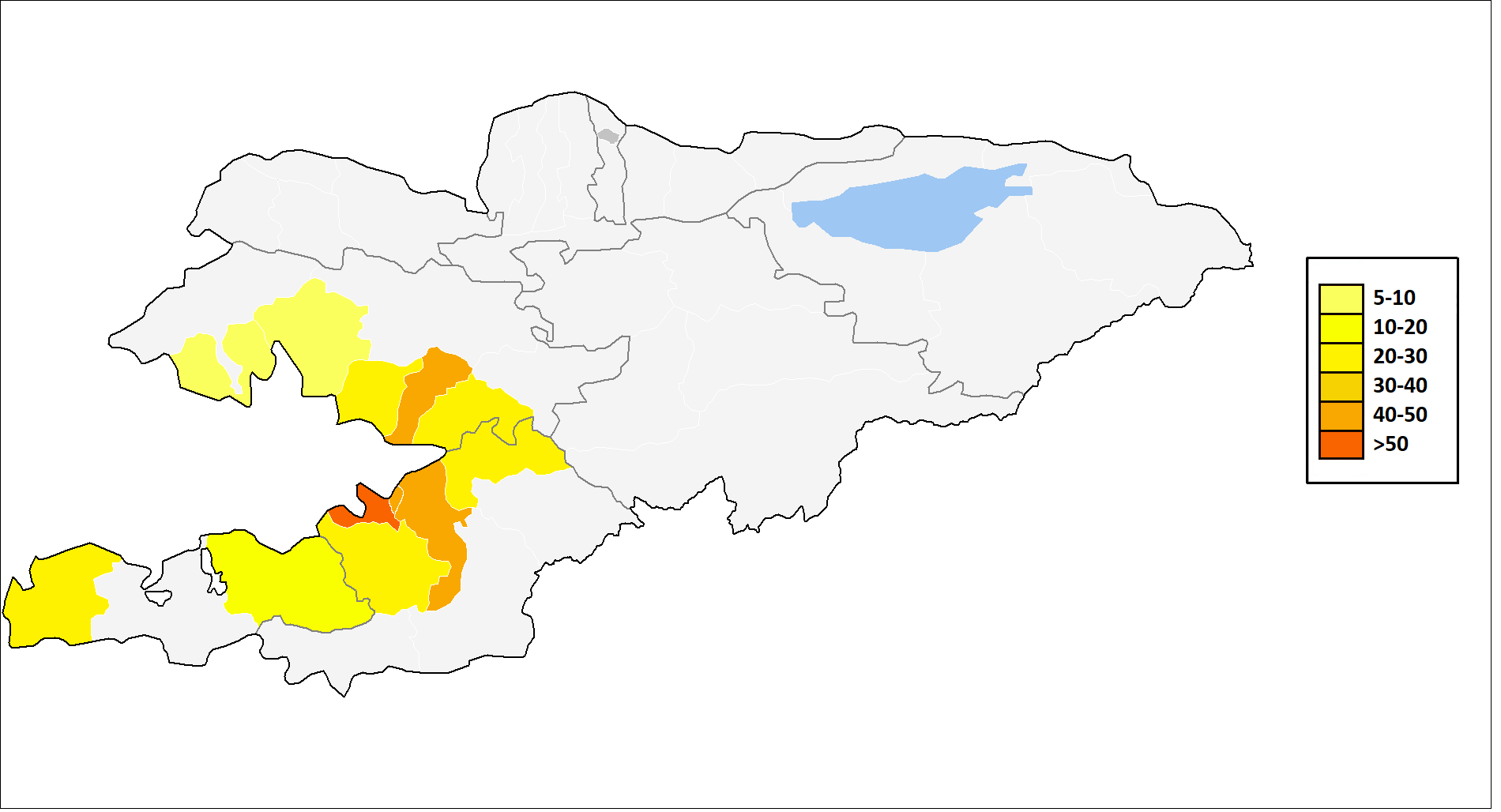
Процент узбеков в Кыргызстана по муниципальным образованиям

| Динамика численности и доли узбекского населения Кыргызстана по данным переписей |                   |                   |                   |                   |                   |                   |
| Узбеки в населении Кыргызстана                                                   | 1959 г., перепись | 1970 г., перепись | 1979 г., перепись | 1989 г., перепись | 1999 г., перепись | 2009 г., перепись |
| Численность, тыс. чел                                                            | 218,6             | 332,6             | 426,2             | 550,1             | 665,0             | 768,4             |
| Доля, %                                                                          | 10,6 %            | 11,3 %            | 12,1 %            | 12,9 %            | 13,8 %            | 14,3 %            |

| Численность узбекского населения Кыргызстана и по статистическим данным 2009—2020 годы |         |         |         |         |         |         |         |         |         |         |         |         |
| Узбеки в населении Кыргызстана                                                         | 2009 г. | 2010 г. | 2011 г. | 2012 г. | 2013 г. | 2014 г. | 2015 г. | 2016 г. | 2017 г. | 2018 г. | 2019 г. | 2020 г. |
| Численность, чел                                                                       | 768 405 | 780 583 | 785 977 | 796 291 | 816 219 | 836 065 | 856 987 | 878 615 | 898 363 | 918 262 | 940 628 | 964 379 |
| Доля, %                                                                                | 14,3 %  | 14,4 %  | 14,4 %  | 14,3 %  | 14,4 %  | 14,5 %  | 14,5 %  | 14,6 %  | 14,6 %  | 14,7 %  | 14,8 %  | 14,8 %  |

### Расселение
Узбеки населяют в основном равнинные города и сёла четырёх регионов республики, на которые приходится 99,1 % узбеков:
1. Ошская область 42 % узбеков республики (380 тыс.)
2. Джалал-Абадская область 31,8 % узбеков республики (285 тыс.)
3. Баткенская область 7,7 % узбеков республики (70 тыс.)
4. Чуйская область 2,1 % (20 тыс.)
5. город Бишкек 2 % (15 тыс.)
6. город Ош 15,3 % (140 тыс.)

Узбеки вне Ферганской долины (в Бишкеке и Чуйской области) проживают дисперсно.
Узбеки в южном Кыргызстане проживают компактно в районах Ферганской долины вблизи к киргизско-узбекской границе. Особенно значительно их присутствие в древних городах Ош и Узген и в окрестных равнинных сёлах. Много их в городе Джалал-Абад, а также на крайнем западе Баткенской области где они живут вместе с таджиками рядом с собственно таджикским городом Худжандом. В 1999 году узбеки относительно преобладали в городе Ош (51,31 %) и абсолютно в г. Узген (90,7 %), Араванском районе на границе с Узбекистаном (59 %), а также составляли существенную долю населения в сельской местности Ошской, Джалал-Абадской и Баткенской областях. Ни в одной из областей, однако, узбеки не составляли большинства: в Ошской — 31,8 %, в Джалал-Абадской — 24,7 %, в Баткенской областях — 14,7 %, в Чуйской — 2,1 % населения.
| Область                  | Население | Узбеки | %       |
| ------------------------ | --------- | ------ | ------- |
| Кыргызстан               | 5.362.793 | 768405 | 14,33 % |
| Баткенская область       | 428636    | 63048  | 14,71 % |
| Джалал-Абадская область  | 1.015.994 | 250748 | 24,68 % |
| Иссык-Кульская область   | 438389    | 2982   | 0,68 %  |
| Нарынская область        | 257768    | 568    | 0,22 %  |
| Ошская область           | 1.104.248 | 308688 | 27,95 % |
| Таласская область        | 226779    | 1779   | 0,78 %  |
| Чуйская область          | 803230    | 14755  | 1,84 %  |
| Бишкек, город респ.подч. | 835743    | 11801  | 1,41 %  |
| Ош, город респ.подч.     | 258111    | 114036 | 44,18 % |

### Урбанизация
В 1999 году 65,6 % узбекского населения Кыргызстана (436 тыс.) проживало в сёлах, 34,4 % в городах (229 тыс.), а в 2009 году уже 36,1 % узбеков Кыргызстана (277 тыс. чел.) были горожанами. В Российской империи, а затем и до середины 50-х годов в Киргизской ССР, узбеки в республике были сильно урбанизированы, ненамного уступая русским (к примеру, 47 % из них были горожанами в 1926 году). Для сравнения, в том же 1926 году лишь 1 % киргизов жили в городах. Сегодня отмечается тенденция, при которой доля городского населения у узбеков, постепенно сократившаяся до 34 % в 1999 году, снова увеличилась до 36 %. При этом у киргизов удельный вес горожан быстро растёт (в 1970 г. число горожан среди киргизов составляло 186 тыс., доля 14 %, а в 2009 г. киргизов-горожан уже было 1 130 тыс. или 30 %).

## Язык
Традиционно, родной язык узбеков республики — узбекский язык. Узбеков Кыргызстана отличает гораздо большая практика многоязычия, чем в соседнем Узбекистане, где вторым языком — как правило, русским — основная масса узбеков (особенно сельских) владеет хуже. Так, 36 % взрослых узбеков Кыргызстана назвали русский язык своим вторым языком (49 % киргизов). Кроме того, 19 % взрослого узбекского населения могут объясниться по-киргизски. При этом узбекским языком в Кыргызстане владеют 49 % таджиков и 15 % турок. Важность русского языка как средства межнациональной коммуникации на юге страны слабее, в отличие от северных областей где русский язык остаётся средством общения между киргизами, русскими, украинцами, узбеками, турками и представителями других национальностей. Тем не менее, в городе Ош 60 % всего взрослого населения владеют вторым языком, но русский язык среди узбеков называется вторым в два раза чаще, чем киргизский, а число киргизов, владеющих русским языком, в пять раз больше тех, у кого второй язык узбекский.

### СМИ на узбекском языке
- Уш садоси — узбекоязычная газета
- Жалолобод тонги — узбекоязычная газета
- Ынтымак ТВ — телекомпания вещающая на трёх языках, киргизском, русском и узбекском

### Узбекские школы
С 2000 года по 2022 год количество узбекоязычных школ в Кыргызстане сократилось со 141 до 43.

## Известные узбеки

### Герои Советского Союза из числа узбеков Кыргызстана
| № | Фамилия, имя, отчество | Годы жизни | Деятельность на момент награждения | Дата Указа |
| - | ---------------------- | ---------- | --- | ---------- |
| 1 | Азимов, Рузи Азимович  | 1925-2006  | пулемётчик 1124-го стрелкового полка 334-й стрелковой дивизии 43-й армии 1-го Прибалтийского фронта | 22.07.1944 |
| 2 | Алиназаров, Садык      | 1914-1969  | пулемётчик 4-й стрелковой роты 1031-го стрелкового полка 280-й стрелковой дивизии 60-й армии Центрального фронта | 17.10.1943 |
| 3 | Джумабаев, Ташмамат    | 1924-1995  | командир отделения 685-го стрелкового полка 193-й стрелковой дивизии 65-й армии Центрального фронта | 30.10.1943 |
| 4 | Исламов Юрий           | 1968—1987  | командир отделения 186-го отдельного отряда специального назначения 22-й гвардейской отдельной бригады специального назначения ГРУ ГШ МО СССР 40-й армии Краснознамённого Туркестанского военного округа, (Ограниченный контингент советских войск в Демократической Республике Афганистан), младший сержант | 03.03.1988 |

### Полные кавалеры Орденов Славы из числа узбеков Кыргызстана
| № п/п | Фото | Фамилия Имя Отчество | Дата Указа и номер ордена | Дата Указа и номер ордена | Дата Указа и номер ордена | Род войск  | Годы жизни                                   | Место рождения                             | Страница на сайте «Герои страны» |
| № п/п | Фото | Фамилия Имя Отчество | 3 степень                 | 2 степень                 | 1 степень                 | Род войск  | Годы жизни                                   | Место рождения                             | Страница на сайте «Герои страны» |
| ----- | ---- | -------------------- | ------------------------- | ------------------------- | ------------------------- | ---------- | -------------------------------------------- | ------------------------------------------ | -------------------------------- |
| 1     |      | Абдурашид Парпиев    | 06.03.1944 № 31160        | 06.10.1944 №5484          | 15.05.1946 №2836          | Артиллерия | 9 (14) января 1914 года — 2 ноября 1974 года | село Шарк Карасуйский район Ошской области | 8587                             |

### Герои Кыргызской Республики из числа узбеков Кыргызстана
| № | Фамилия, имя, отчество     | Годы жизни | Деятельность на момент награждения | Дата Указа |
| - | -------------------------- | ---------- | --- | ---------- |
| 1 | Акрамов, Эрнст Хашимович   | род. 1936  | советский, киргизский учёный-хирург, доктор медицинских наук, профессор, заслуженный деятель науки Киргизской Республики, заслуженный врач Киргизской ССР, народный депутат СССР, депутат Жогорку Кенеша, лауреат Государственной премии Киргизской Республики в области науки и техники | 20.11.2009 |
| 2 | Шарипов, Салижан Шакирович | род. 1964  | Российский космонавт, Герой Российской Федерации, Герой Киргизской Республики | 03.02.1998 |

### Дважды Герои Социалистического Труда из числа узбеков Кыргызстана
| № | Фамилия, имя, отчество | Годы жизни | Деятельность на момент награждения второй золотой медалью «Серп и Молот»                                                                                        | Дата первого Указа | Дата второго Указа |
| - | ---------------------- | ---------- | --- | ------------------ | ------------------ |
| 1 | Анаров, Алля           | 1907—1979  | Звеньевой колхоза «Коммунизм» Араванского района Ошской области, депутат Верховного Совета СССР 5-го созыва и Верховного Совета Киргизской ССР 3 и 4-го созывов | 26.03.1948         | 28.04.1951         |

### Герои Социалистического Труда из числа узбеков Кыргызстана
| №  | Фамилия, имя, отчество           | Годы жизни  | Деятельность | Дата Указа |
| -- | -------------------------------- | ----------- | --- | ---------- |
| 1  | Абдукадиров, Абдурашид           | 1919—1978   | Председатель колхоза «Москва» Сузакского района Ошской области (ныне Джалал-Абадская область) Киргизская ССР | 30.04.1966 |
| 2  | Абдукаримов, Абдумавлян          | 1922—2001   | Тракторист Сузакской МТС Джалал-Абадской области, Киргизская ССР | 15.02.1957 |
| 3  | Акчабаев, Малик                  | 1932—2001   | Бригадир колхоза имени Калинина Ленинского района Джалал-Абадской области, Киргизская ССР. Депутат Верховного Совета Киргизской ССР (1975-1980) | 12.04.1979 |
| 4  | Алиахунов, Абдукадыр             | 1902—1972   | Звеньевой колхоза «Кызыл-Шарк» в дальнейшем имени Таширова Ошского района ныне Кара-Суйского района Ошской области, Киргизская ССР | 20.03.1951 |
| 5  | Алимов, Сали                     | 1900—1992   | Председатель колхоза имени Кирова Сузакского района Джалал-Абадской области, Киргизская ССР. Депутат Верховного Совета СССР 3-го созыва. Депутат Верховного Совета Киргизской ССР 1, 2, 4-го созывов. Заслуженный работник сельского хозяйства Киргизской ССР (1945)                                                       | 15.02.1957 |
| 6  | Анаров, Хайитбай                 | 1904—1989   | Председатель колхоза имени Молотова Араванского района Ошской области, Киргизская ССР | 15.02.1957 |
| 7  | Гавсидинов, Гиясидин             | 1927—1978   | Бригадир колхоза «Кызыл-Шарк» Кара-Суйского района Ошской области, Киргизская ССР | 20.03.1951 |
| 8  | Джумабаев, Алахун                | 1896—1976   | Бригадир колхоза «Кызыл-Шарк» Кара-Суйского района Ошской области, Киргизская ССР | 20.03.1951 |
| 9  | Исмаилова, Инохон                | 1921—1985   | Звеньевая хлопководческой бригады колхоза «Кызыл-Шарк» Кара-Суйского района Ошской области, Киргизская ССР | 26.03.1948 |
| 10 | Кадыров, Абдулхамид              | 1930—2003   | Звеньевой колхоза имени Молотова Араванского района Ошской области, Киргизская ССР | 15.02.1957 |
| 11 | Казаков, Абдуллажан              | 1906—1976   | Бригадир колхоза имени Карла Маркса Ленинского района Джалал-Абадской области, Киргизская ССР | 15.02.1957 |
| 12 | Камолов, Хасан Камолович         | 1929—1986   | Первый секретарь Калининского райкома партии (ныне Жайылского района) Чуйской области Кыргызстана), заместитель председателя Таласского облисполкома, депутат Верховного Совета Киргизской ССР 9 и 10-го созывов | 08.04.1971 |
| 13 | Каримов, Иминжан                 | 1906—1976   | Звеньевой колхоза имени Ленина Ошского района (ныне Кара-Суйский район) Ошской области, Киргизская ССР. Депутат Верховного Совета Киргизской ССР 4-го созыва. | 26.03.1948 |
| 14 | Кочубаев, Тойчи Тагаевич         | 1922—1981   | Председатель колхоза имени Жданова Араванского района Ошской области, Киргизская ССР. Заслуженный работник сельского хозяйства Киргизской ССР. Депутат Верховного Совета СССР 7 и 8-го созывов. Депутат Верховного Совета Киргизской ССР 6-го созыва                                                                       | 30.04.1966 |
| 15 | Кучкарова, Сорахон               | род. в 1928 | Звеньевая колхоза имени Ленина Ошского района (ныне Кара-Суйский район) Ошской области. Депутат Верховного Совета Киргизской ССР 3-го созыва | 26.03.1948 |
| 16 | Мамарасулов, Сабиткул            | 1911—1975   | Председатель колхоза имени Ленина Сузакского района, Киргизская ССР | 26.03.1948 |
| 17 | Мамасалиев, Холдар               | 1908—1976   | Звеньевой колхоза имени Сталина Ленинского района Джалал-Абадской области, Киргизская ССР | 26.03.1948 |
| 18 | Маматурдиев, Аширали             | 1899—1985   | Звеньевой колхоза «Кызыл-Шарк» Карасуйского района Ошской области, Киргизская ССР | 20.03.1951 |
| 19 | Масаитов, Атаджан                | 1897—1972   | Звеньевой колхоза имени Нариманова в дальнейшем имени Ленина Ошского района (ныне Кара-Суйский район) Ошской области | 26.03.1948 |
| 20 | Мирабдазизов, Халил Максудович   | 1914—1977   | Первый секретарь Ошского обкома партии Киргизии (1954—1955), первый секретарь Ошского горкома, первый секретарь Ошского, Кара-Cуйского, Баткенского райкомов Компартии Киргизии, депутат Верховного Совета Киргизской ССР 2, 3 и 5-го созывов                                                                              | 15.02.1957 |
| 21 | Миррахимов, Мирсаид Мирхамидович | 1927—2008   | Академик Национальной академии наук Кыргызской Республики и Академии медицинских наук СССР. Заслуженный деятель науки Киргизской ССР, заслуженный врач Киргизской ССР. Лауреат Государственной премии СССР в области науки и техники, депутат Верховного Совета СССР и Верховного Совета Киргизской ССР нескольких созывов | 26.03.1987 |
| 22 | Мусаев, Тешабай                  | 1894—1990   | Бригадир колхоза «Кызыл-Шарк» Кара-Cуйского района Ошской области, Киргизская ССР | 20.03.1951 |
| 23 | Нишанов, Сабиржан                | 1904—1965   | Бригадир колхоза «Кызыл-Шарк» (в дальнейшем имени Таширова) Кара-Cуйского района Ошской области, Киргизская ССР | 20.03.1951 |
| 24 | Рафикова, Дилором Рафиковна      | род. в 1940 | Председатель колхоза имени Ленина Араванского района, заслуженный работник сельского хозяйства Киргизстана, депутат Верховного Совета Киргизской ССР VII и VIII созывов | 08.04.1971 |
| 25 | Садыков, Ибайдулла               | 1902—1978   | Председатель колхоза имени Калинина Ошского района (ныне Кара-Суйский район) Ошской области, Киргизская ССР. Депутат Верховного Совета СССР 4-го созыва, депутат Верховного Совета Киргизской ССР 3-го созыва | 15.02.1957 |
| 26 | Саипова, Санобархон              | 1928—1983   | Звеньевая колхоза имени Калинина Ошского района (ныне Кара-Суйский район) Ошской области | 26.03.1948 |
| 27 | Сулейманов, Турсунали            | 1897—1971   | Председатель колхоза имени Андреева (в дальнейшем имени Нариманова, потом имени Ленина) Ошского района (ныне Кара-Суйский район) Ошской области, Киргизская ССР. Депутат Верховного Совета СССР 2-го созыва, депутат Верховного Совета Киргизской ССР 3 и 4-го созывов                                                     | 15.02.1957 |
| 28 | Тешабаев, Файзулла               | 1925—2016   | Председатель колхоза «Кызыл-Байрак» Сузакского района Джалал-Абадской области, Киргизская ССР, председатель Сузакского райисполкома. Депутат Верховного Совета Киргизской ССР 3, 4, 5-го созывов | 26.03.1948 |
| 29 | Тургунов, Юлдашбай               | 1901—1978   | Бригадир колхоза «Кызыл-Шарк» (в дальнейшем имени Таширова) Кара-Cуйского района Ошской области, Киргизская ССР | 26.03.1948 |
| 30 | Умарова, Махбуба                 | 1940—2005   | Звеньевая колхоза имени Жданова Араванского района Ошской области, Киргизская ССР. Депутат Верховного Совета СССР 6-го созыва | 07.03.1960 |
| 31 | Худайбердиев, Ахмадали           | 1920—1985   | Бригадир колхоза «Комсомол» Ленинского района Ошской области ныне Ноокенского района Джалал-Абадской области, участник Великой Отечественной войны | 08.04.1971 |
| 32 | Эрматова, Таджихан               | 1940—1988   | Звеньевая колхоза имени Молотова Араванского района Ошской области, Киргизская ССР. Депутат Верховного Совета СССР 9-го созыва | 15.02.1957 |
| 33 | Юсупова, Санталатхон             | 1929—2003   | Председатель колхоза им. XXII Партсъезда Араванского района Ошской области, Киргизская ССР. Депутат Верховного Совета Киргизской ССР 8 и 9-го созывов, Заслуженный механизатор Киргизской ССР, отличник народного образования Киргизской ССР                                                                               | 30.04.1966 |